# من نه آن رندم که ترک شاهد و ساغر کنم
غزلی با مطلع «من نه آن رندم که ترک شاهد و ساغر کنم»، غزل شمارهٔ ۳۴۶ از دیوانِ حافظ در تصحیحِ محمد قزوینی و قاسم غنی است.

## در دیگر آثار هنری
بر کاشی چلیپایی زرین‌فام نقاشی‌شده بر روی لعاب، متعلق به سدهٔ ۹ ه‍.ق/۱۵ م که در موزهٔ ملی ایران (شمارهٔ ۲۰۶۰۸) نگهداری می‌شود، بیت‌هایی از این غزل نقش بسته‌است.